# Кірсанов (Тамбовська область)
Кірса́нов — місто (з 1779 року) обласного підпорядкування в Тамбовській області Росії, адміністративний центр Кірсановського району, місто обласного значення.
Розташоване на правобережному схилі долини річки Ворони (басейн Дону), при впадінні в неї Пурсовки, за 95 км на схід від Тамбова. Залізнична станція на лінії Мічурінськ — Ртищево Південно-Східної залізниці, автомобільна дорога Тамбов — Саратов.

## Історія

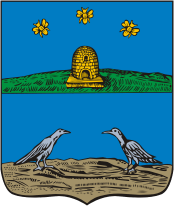
Герб (1781): «два птахи, іменовані травниками, на блакитному тлі»

Кірсанов вперше згадується в 1702 році як селище при Красінському залізничному заводі. Першопоселенцем, за переказами, був уродженець села Устя Кірсан (Хрісала) Зубахін, що дав ім'я Кірсанову. У 1733 році завод згорів, і село було передане в палацове відомство. З 1779 року Кірсанов затверджений як повітове місто Тамбовського намісництва (з 1796 року — Тамбовської губернії).
У XIX столітті Кірсанов — місто купців та міщан, центр великого сільськогосподарського району. На початку XIX ст. затверджений план забудови міста, що складається з 16-ти пересічних під кутом 90 градусів вулиць і утворюють 32 прямокутних кварталу з торговою площею в центрі міста. Значним поштовхом до розвитку послужило проведення в 1870 році через Кірсанов ділянки Рязано-Уральської залізниці Тамбов — Умет і продовження в 1871 році дороги до Саратова. До початку XX століття місто стало місцевим центром торгівлі хлібом та іншою сільськогосподарською продукцією, в ньому діяли елеватор, невеликі чавуноливарний, свічково-восковий і воскобійний, салотопений, миловарний заводи, шерстомойкі, проходили дві ярмарки — Тихвинський (червень) і Хрестовоздвиженський (вересень); також були жіноча гімназія, два міських училища, кілька нижчих шкіл, амбулаторія, ветеринарний пункт, земська і приватна аптеки, п'ять церков, Кірсановський Тихвинський-Богородицький жіночий монастир [Архівовано 24 вересня 2020 у Wayback Machine.], богадільня імені Сосульнікова.
В цілому Кірсанов залишався доіндустріальним містом, де чиновники, інші службовці, дворяни, військові, духовенство, селяни переважали над городянами, зайнятими в сучасних галузях економіки.
У 1920—1921 роках Кірсановський повіт був одним з центрів селянського повстання в Тамбовській губернії (часто званого «Антоновщина» на честь очолив повстання А. С. Антонова, який провів дитинство та юність разом з батьками в Кирсанові, а в 1919 році служив на посаді начальника Кірсановської повітової міліції).

## Клімат
Клімат міста помірно континентальний, з помірно-холодний, сніжною зимою та теплим, іноді жарким, досить вологим літом. За даними спостережень в період 1940—2010 рр., Середньорічна температура становить +5,3 °С, річна норма опадів — 540—550 мм.

## Сучасний Кірсанов
Сучасний Кірсанов — центр сільськогосподарського району. Підприємства харчової (заводи — цукровий, сухого знежиреного молока, овочеконсервний; мелькомбінат, м'ясо-птахокомбінат), машинобудування та металообробки (заводи — «Текстильмаш», Кірсановський механічний завод), легкої промисловості (фабрика «Юність»). Вигляд центральної частини Кірсанова до недавнього часу зберігав колорит російського провінційного міста почала XX століття. Але в XXI столітті місто прийняло більш сучасний вигляд, з'явилися світлофори на перехрестях.
З 1960 року на місці кінного заводу (і подальшого училища синоптиків і механіків) ґрунтується Кірсановське авіаційно-технічне училище цивільної авіації КАТУГА. Як коледж (з 1992 р) готує авіаційних техніків.

## Персоналії
- Полежаєв Георгій Миколайович (1900—1986) — радянський російський актор, режисер.